# Općeslavenski lingvistički atlas
Općeslavenski lingvistički atlas (skraćenica OLA) međunarodni je lingvistički, slavistički i dijalektološki istraživački projekt.

## Povijest
Rad na Općeslavenskom lingvističkom atlasu (OLA) počeo je u skladu s odlukom 4. Međunarodnoga slavističkog kongresa (Moskva, rujan 1958.). Pri Međunarodnom komitetu slavista bilo je osnovano Povjerenstvo OLA, u koje su ušli ugledni slavisti iz raznih zemalja i koje je osnovalo međunarodnu radnu skupinu. Više istaknutih dijalektologa iz Hrvatske i inozemstva pri matičnim akademijama znanosti, a u okviru međunarodnih projekata, surađuju na OLA od 1958. godine.

## Ciljevi
Svjetskoj dijalektologiji daju se sređeni podatci o fonetskim, fonologija, morfološkim, tvorbenim i leksičkim sustavima velikoga broja govora i omogućuju se čvrsto utemeljena proučavanja jezičnoga razvitka europskih jezika. Dobiva se građa za komparativna i tipološka istraživanja jezičnih sustava u slavenskom i neslavenskom svijetu. Predstavlja se i interpretira hrvatska građa te utvrđuju lingvistički odnosi između podataka iz istraženih govora. Zaključuje se o povijesti i razvitku jezikâ, o odnosima među njima, a time i o odnosu dijelova hrvatskog jezika prema susjednim i udaljenim govorima.

## Sudionici
U izradi OLA sudjeluju: Akademija znanosti Češke Republike, Akademija znanosti i umjetnosti Bosne i Hercegovine, Bugarska akademija znanosti, Crnogorska akademija znanosti i umjetnosti, Hrvatska akademija znanosti i umjetnosti, Makedonska akademija znanosti i umjetnosti, Nacionalna akademija znanosti Bjelorusije, Nacionalna akademija znanosti Ukrajine, Poljska akademija znanosti, Ruska akademija znanosti, Slovačka akademija znanosti, Srpska akademija znanosti i umjetnosti, Srpski institut (Bautzen – Budyšin) i Znanstvenoistraživački centar Slovenske akademije znanosti i umjetnosti.

## Hrvatsko povjerenstvo
Hrvatsko povjerenstvo međunarodnog projekta Općeslavenski lingvistički atlas (OLA) čine dr. sc. Mira Menac-Mihalić, dr. sc. Anita Celinić, dr. sc. Silvana Vranić, dr. sc. Anđela Frančić, dr. sc. Mijo Lončarić, dr. sc. Vesna Zečević, dr. sc. Martina Bašić, dr. sc. Marija Malnar-Jurišić i dr. sc. Marina Marinković.

## Izdavaštvo
- 'Fonološki opisi srpskohrvatskih-hrvatskosrpskih, slovenačkih i makedonskih govora obuhvaćenih opšteslovenskim lingvističkim atlasom', Sarajevo: Akademija nauka i umjetnosti Bosne i Hercegovine, 1981. ur. Pavle Ivić